# 海図
海図（かいず、英語: nautical chart）は、水路図誌の一種で航海のためにつくられた主題図。航海のために必要な水路の状況、すなわち水深、底質、海岸地形、海底危険物、航路標識などが、正確に見やすく表現されている。一定規模以上の船舶には、備え付けることが義務づけられている。

## 解説
海図は、航海のためにつくられるので、航海に使いやすく配慮されている。海図の精度は航海速度に直結する。イングランド-オーストラリア間の航海においては19世紀初頭に4ヶ月かかっていたのが、20世紀頭には1ヶ月になった。
海図の水深の基準面は、陸図の高さの基準面（東京湾平均海面、「T.P.」）と異なり、最低水面が基準面（すなわち0メートル）とされている。最低水面とは、各地ごとに潮汐観測を行い、これより下に海面が下がらない面、略最低低潮面、最大干潮時の水面のことである。そのため、いくら潮が引いても、海図に記された水深より浅くなることはほとんどない。この基準は座礁を防いでいる。
海図上の海岸線の位置は、最高水面（最大満潮時の水面、略最高高潮面）を基準とし、この海面が陸地と接する線である。そのため、陸図とは異なることもある。海などにかかる橋の高さも、最高水面を基準としている。
海図に記される灯台や島の高さは、その地の平均水面（潮の満ち引きがないと仮定したときの海面）からの高さで表示する。
等深線という、水深のほぼ等しい場所を結ぶ細線が記載されている。
投影法は主に正角図法の一種であるメルカトル図法による。
このほか、海図には灯台などの航路標識の位置、定置網などの漁具の位置、無線局の位置、沈船の位置、海流・潮流一般、港界、海底の底質などが図示されている。ただし、海上や海底などの状況は刻々と変化するので、海図は常に水路通報などで最新の情報が反映されたもの使用する必要がある。
実際の航海現場、特に艦橋における航海術では、海図に目標物の方位線や重視線（トランシット）を記入し、それらの交差を用いて船位を継続的に更新する手法が基本となる。方位磁針による方位測定と視認された目標の重なりを利用した重視線を組み合わせることで、電波・衛星に頼らない冗長な位置把握が可能となる。

## 海図の種類
広義の「海図」は、航海に用いられる航海用海図 (Nautical Charts) および、航海の参考に用いられる水路特殊図 (Miscellaneous Charts) を指す。狭義の「海図」は、前者の航海用海図のみを指す。この他、海洋開発等に広く使用される海の基本図 (Basic Maps of the Sea) もある。

### 航海用海図
航海用海図には、総図、航洋図、航海図、海岸図、港泊図の5種類がある。
1. 総図 (General Chart) 　航海計画に用いられる。（400万分の1より小縮尺）
2. 航洋図 (Sailing Chart) 大洋航海に用いられる。（400万～100万分の1）
3. 航海図 (General Chart of Coast) 陸地付近を示す。（100万～30万分の1）
4. 海岸図 (Coast Chart) 沿岸や内海を航行したり、港湾の出入りをする時に用いられる。（30万～5万分の1）
5. 港泊図 (Harbour Plan) 港湾、錨泊地などの限られた区域を大きく拡大した精密海図。初入港する時などに役立つ。（5万分の1より大縮尺）

### 水路特殊図
水路特殊図は、航海の参考に使用される図で、広義の海図に含まれる。
水路特殊図には、「海流図」、「潮流図」、「磁針偏差図」、「大圏航法図」、「パイロットチャート」、「位置記入用図」、「天測位置記入用図」、「漁具定置箇所一覧図」、「測地系変換図」、「ろかい船等灯火表示海域一覧図」、「海図図式」などがある。

### 海の基本図
一般的な「海図」が航海のためにつくられた「海の主題図 (Thematic Map) 」であるのに対して、「海の基本図」は海の多目的な利用（海洋開発、環境保全、防災等）に供するためにつくられた「海の一般図 (General Map) 」といえる。
海の基本図には、「大陸棚の海の基本図」（縮尺別に20万分の1、50万分の1、100万分の1の3種）と、「沿岸の海の基本図」（縮尺別に1万分の1、5万分の1の2種）がある。

## 歴史

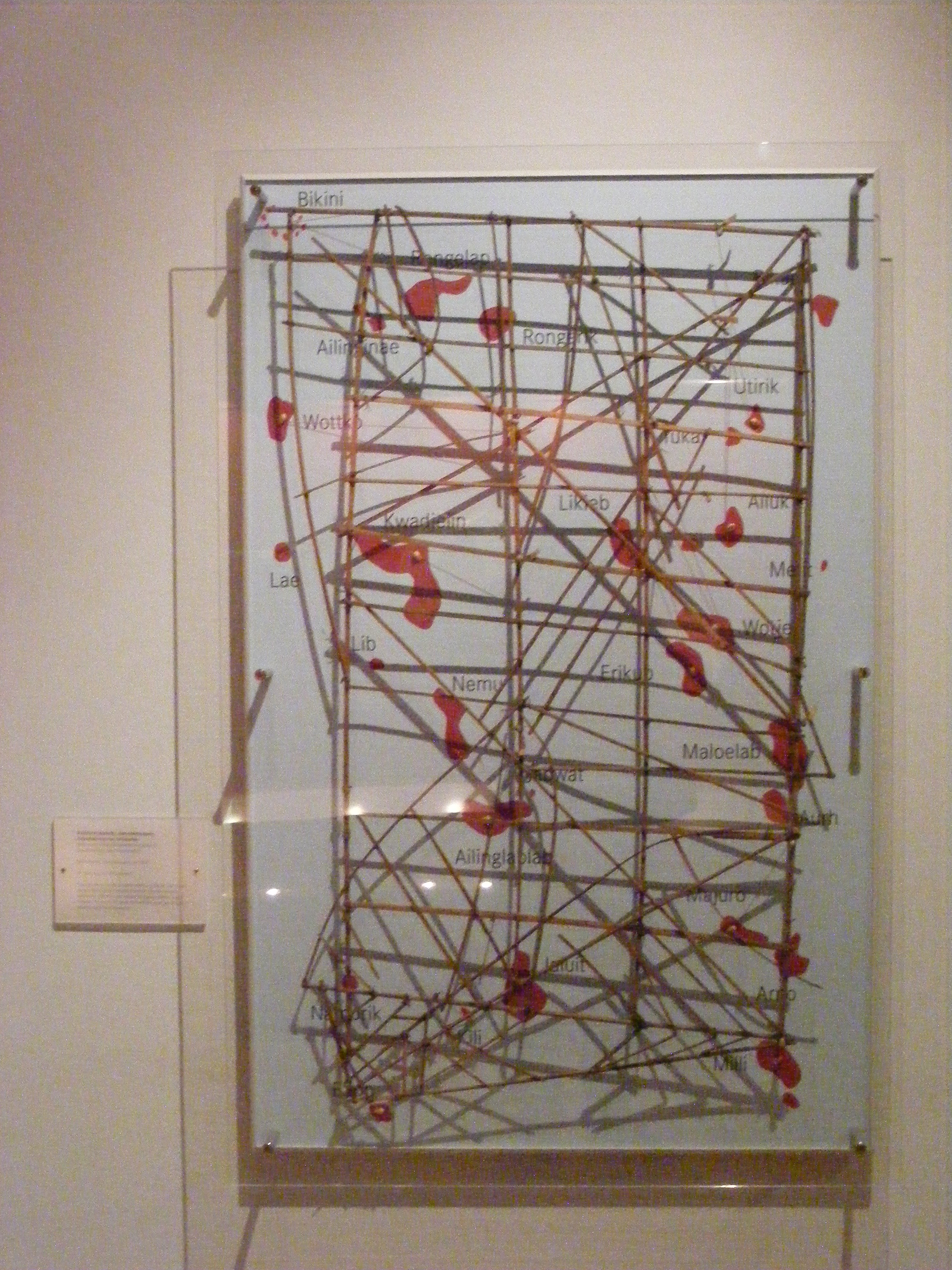
ミクロネシアの航海術に使われた「海図」(スティックチャート)

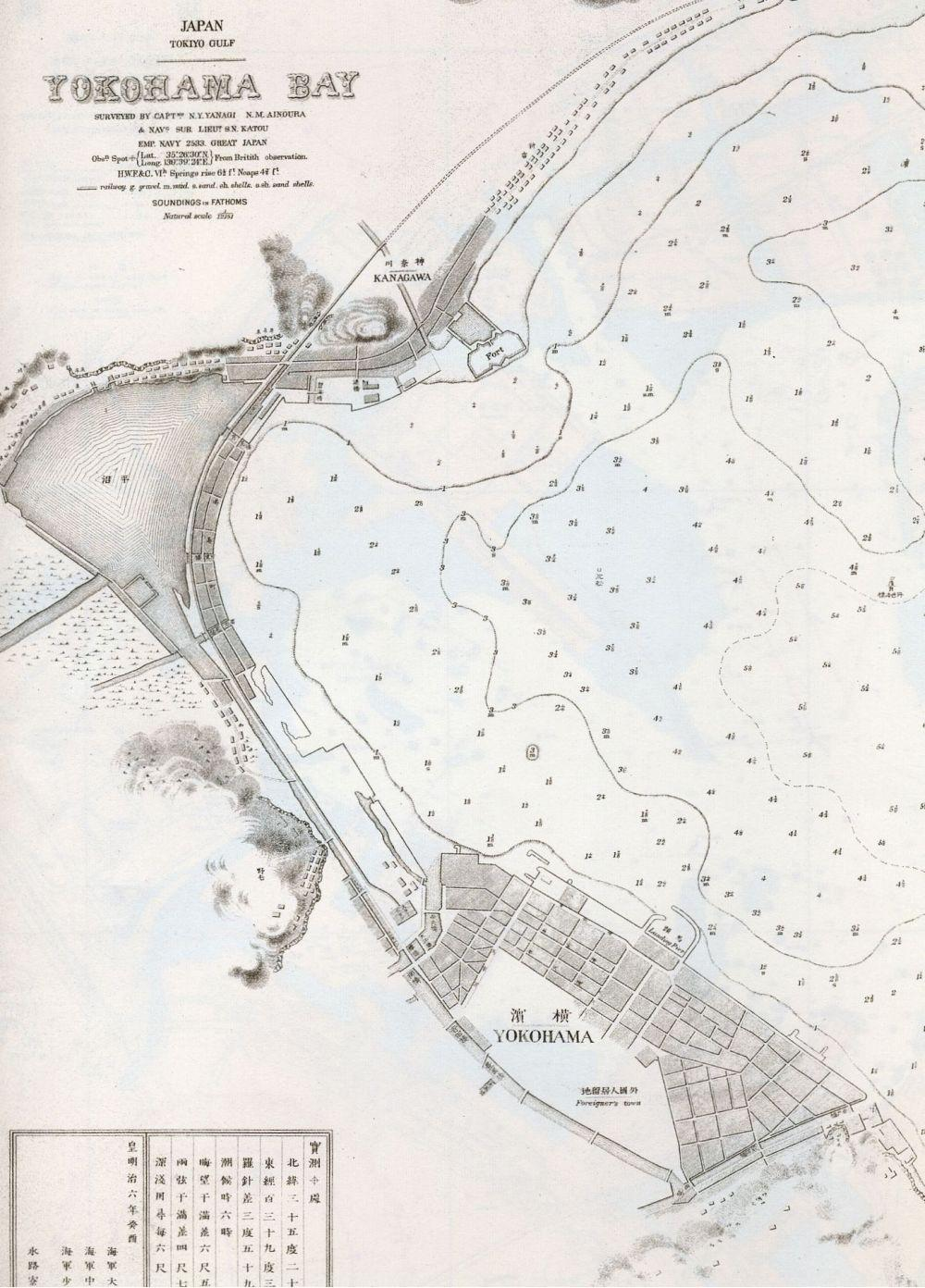
日本海軍水路寮作成の海図「武藏国横濱灣」の一部。1874年（明治7年）刊行。

オセアニアの原住民は木の枝を使った独自の「海図」を利用していたが、現代の海図は、中国から羅針盤が導入された13世紀のヨーロッパで発達した。最も古い海図は、13世紀中頃に地中海一帯で用いられた「ポルトラノ海図」（ポルトラノ）といわれる図で、図示された羅針盤（コンパスローズ）から多数の方位線が引かれている。
15世紀以降の大航海時代には、航路の開拓とともに水深も徐々に記入されるようになる。1569年、オランダの地理学者・メルカトルが、経線と緯線を格子状に書き込むメルカトル図法を考案し、以後の海図にはメルカトル図法が用いられるようになった。
日本では、安土桃山時代から鎖国前の江戸時代初期に海図が用いられた。幕府の許可を得た貿易船（朱印船貿易）では、ボルトラノ海図が用いられ、中国沿岸や東南アジア各国へ航海していた。しかし、鎖国とともに海図は用いられなくなった。
江戸時代後半になると、沿岸の海運も活発になり、実用的で簡易な海図「海瀬舟行図」がつくられるようになる。また、欧米各国の船が開国を求めて日本沿岸に現れるようになり、中には航海の安全のためとして、勝手に沿岸を測量し、海図を作成し始める国も出た。これらの状況は、海防の上でも、海上交通の安全からも問題があると見て、幕府は海図の作成を始めようとする。まず、沿岸の測量を行い、1821年（文政4年）には伊能忠敬が大日本沿海輿地全図（伊能図）を完成させた。
開国後の1862年（文久2年）には、幕府も日本近海の測量を始めたものの、本格的な海図作成は明治時代になってからであった。1870年（明治3年）にはイギリスの測量船から指導を受け、三重県の的矢湾と尾鷲湾、塩飽諸島の測量が行われた。1871年（明治4年）には日本海軍水路寮（水路局）が創設され、北海道の諸港湾、岩手県の宮古湾と釜石湾が測量された。そして1872年（明治5年）、日本海軍水路寮は第1号海図「陸中國釜石港之圖」を作成し刊行した。

## 測地系
以前の日本の海図は日本測地系で作成されていたことがある。最近の海図は世界測地系で作成されている。世界測地系と日本測地系の緯度経度は400-500m程度ずれているので、万一ふたつの系を混用すると混乱や事故のもととなる。

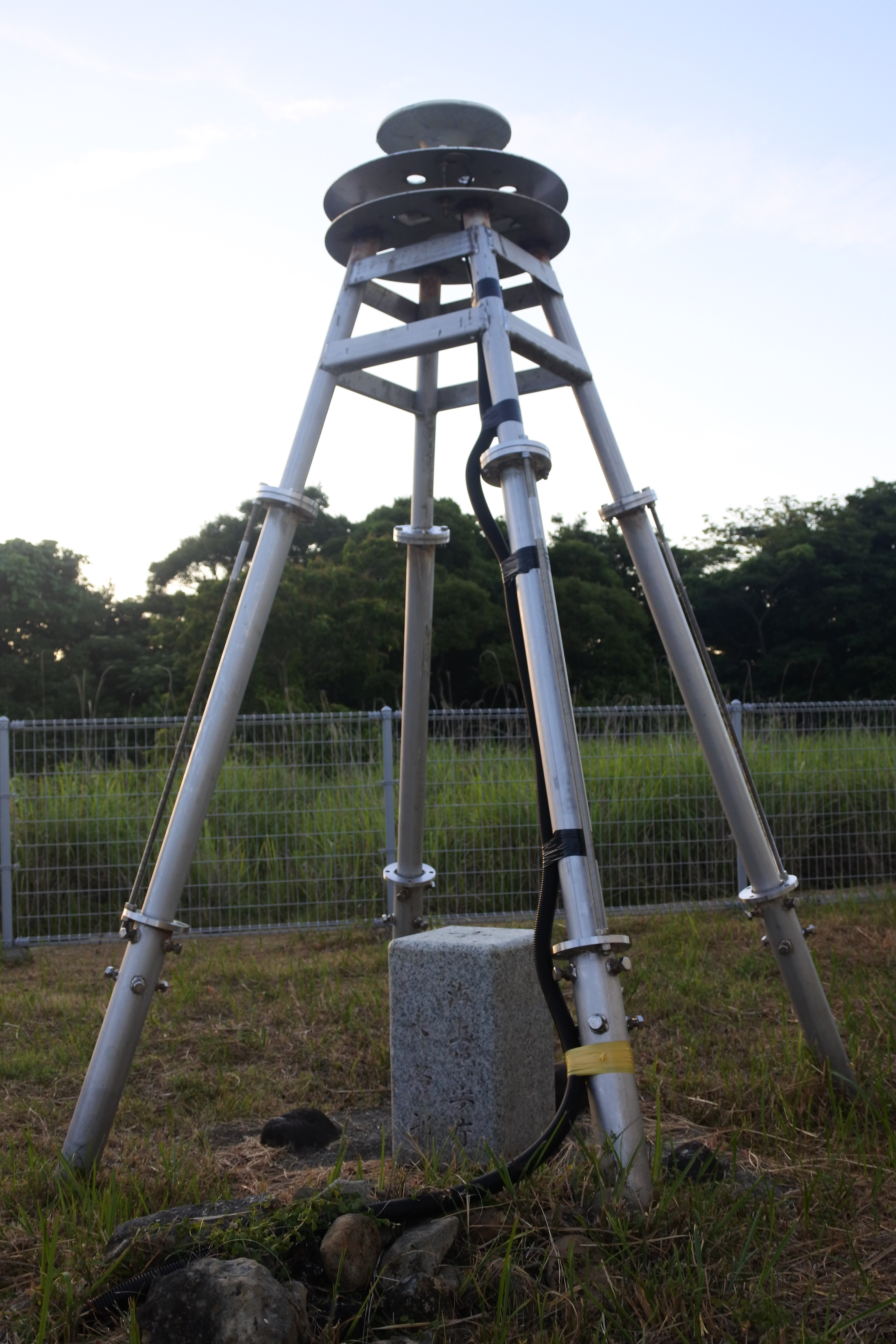
日本海洋測地網本土基準点

日本の海図の経緯度は、下里水路観測所の本土基準点を基準として作成する。

## 国際水路機関
世界各国の海図作成機関は、国際水路機関 (IHO) に加盟し、水路業務の発展と国際協力を行っている。